# Triệu Trí Linh
Triệu Trí Linh là võ sĩ và diễn viên người Hồng Kông. Ông là trưởng môn Hồng Gia quyền với tuyệt kỹ Thiết Tuyến Quyền ở Hồng Kông, và có tham gia đóng một số phim võ thuật.